# Poecilimon werneri
Poecilimon werneri är en insektsart som beskrevs av Willy Adolf Theodor Ramme 1933. Poecilimon werneri ingår i släktet Poecilimon och familjen vårtbitare. Inga underarter finns listade i Catalogue of Life.